# Universidade do Maláui
A Universidade do Maláui (UNIMA) é uma universidade pública do Maláui, sediada na cidade de Zomba, com campus em Blantire e Lilongué.
Mais antiga instituição de ensino superior do país, a universidade foi fundada em 1964 e, ao longo dos anos, constituiu-se em quatro unidades académicas com forte grau de autogestão, sendo a maior e mais notória o Colégio Chanceler, em Zomba.

## Histórico
A Universidade do Maláui foi fundada em 1964, pouco tempo após a independência do país. As actividades de ensino iniciaram-se em 29 de setembro de 1965, no campus recém-estabelecido que costumava ser uma Escola Secundária Asiática em Blantire. Apenas 90 alunos foram matriculados para as primeiras turmas.

### Formação das unidades académicas
Em 1967, o então Instituto de Administração Pública de Mpemba, o Colégio de Educação das Montanhas Soche, a Politécnica (todos estes em Blantire) e o Colégio de Agricultura Bunda (em Lilongué) foram incorporados como faculdades constituintes da Universidade do Maláui.
Com exceção do Colégio Bunda e da Politécnica, as outras unidades mudaram-se para Zomba em 1973, para formar o campus do Colégio Chanceler.
A Faculdade de Enfermagem de Kamuzu, com cursos em Blantire e Lilongué, se tornou a quarta faculdade constituinte em setembro de 1979.
Em 1991, a Faculdade de Medicina foi fundada em Blantire, configurando-se como a quinta faculdade da Universidade do Maláui.

### Movimentos estudantis para um sistema multipartidário (1992)
Durante o movimento nacional pela adoção do multipartidarismo, os alunos da UNIMA organizaram um grande protesto pela liberdade de pensamento e cátedra. Em março de 1992, quando os bispos católicos do Maláui emitiram uma Carta Pastoral da Quaresma que criticava o presidente Hastings Kamuzu Banda e seu governo, estudantes do Colégio Chanceler da Universidade do Maláui e da Politécnica (Blantire) juntaram-se em protestos e manifestações em apoio à carta. A repressão das autoridades levou ao fechamento dos campi.

### Movimento Juventude para a Liberdade e Democracia
A partir de 2011 foi mobilizado o movimento Juventude para a Liberdade e Democracia (YFD; em inglês: Youth for Freedom and Democracy), um grupo de pressão política estudantil nos campus da universidade. Eles publicaram a "Atualização Política Semanal" que era distribuído aos alunos e à comunidade. O grupo se organizava como crítico aos governos malauienses e, por isso mesmo, sofreu repressão política-policial, com vários estudantes presos e um aluno assassinado pelas forças de segurança.

### Subdivisão e jubileu
Dado a constante organização política dos acadêmicos da Universidade de Maláui, o governo nacional desmembrou, em 2011, a segunda mais importante unidade orgánica da mesma, o Colégio de Agricultura Bunda, para formar a Universidade de Agricultura e Recursos Naturais de Lilongué.
A UNIMA celebrou o seu jubileu de ouro de 24 a 26 de setembro de 2015.